# 콘크리트

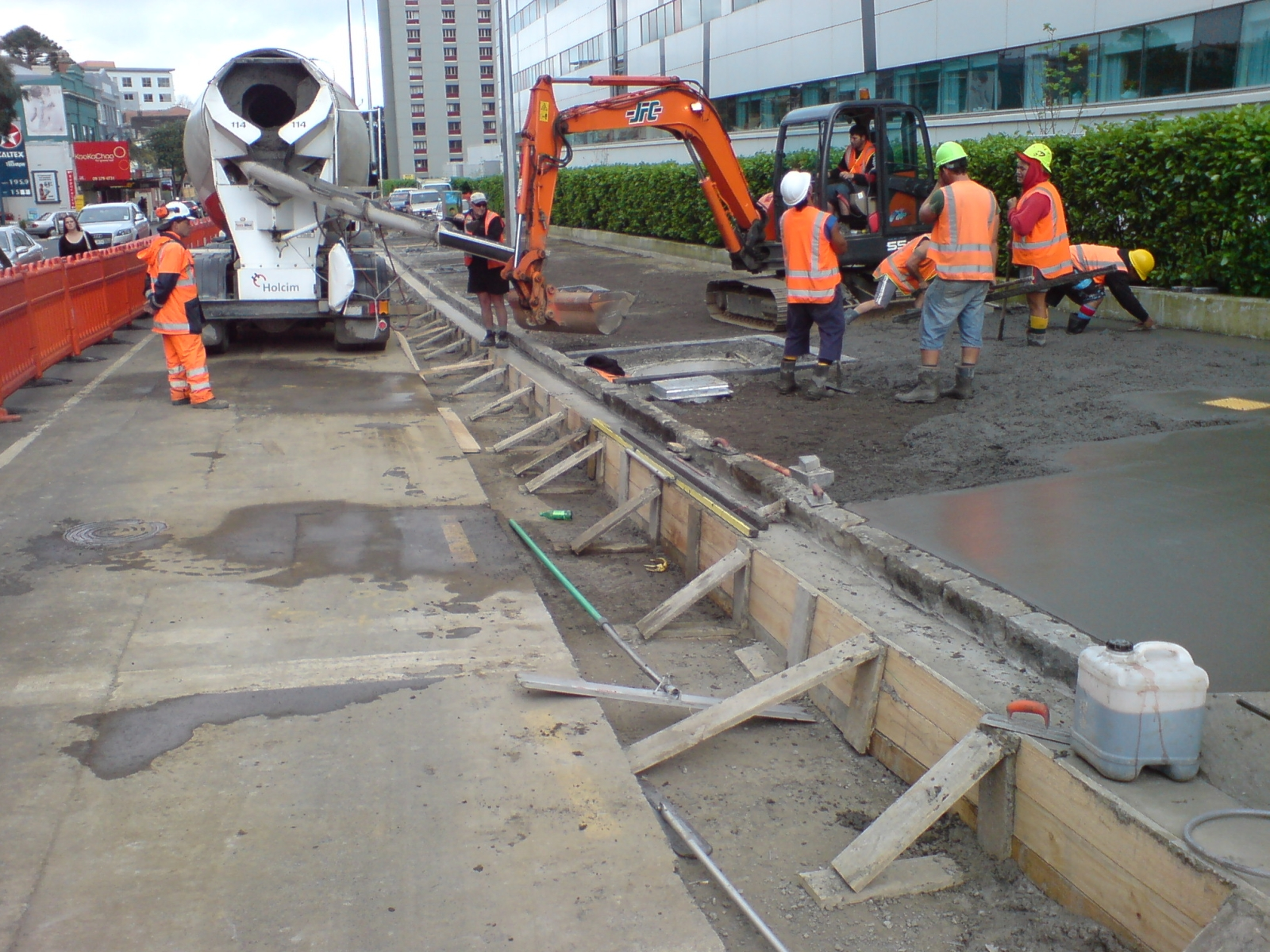
뉴질랜드에서 중앙연결 버스차선 콘크리트 포장 작업의 모습.

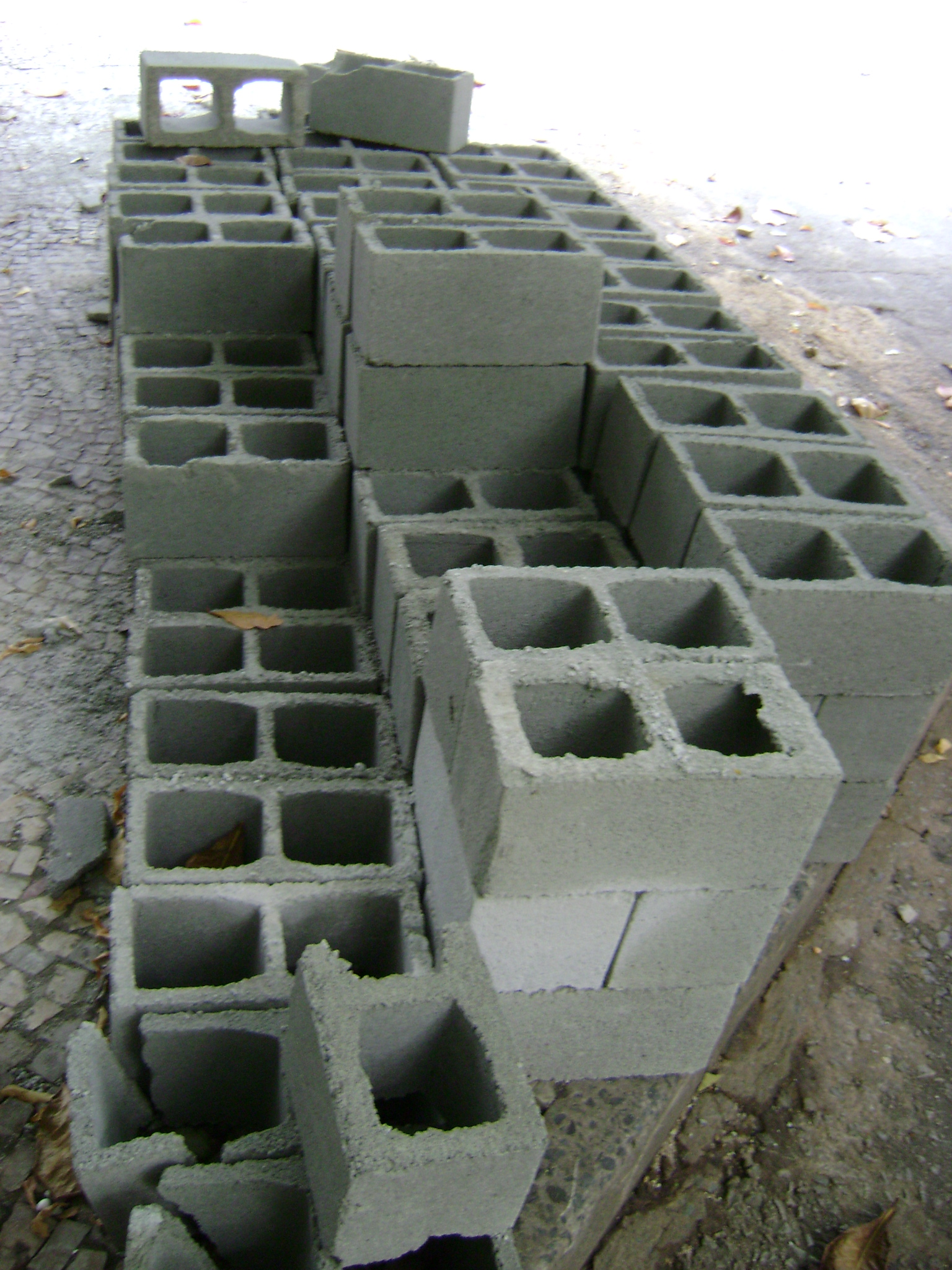
콘크리트 벽돌의 모습.

콘크리트(영어: Concrete, 문화어: 콩크리트)는 시멘트, 물, 모래, 자갈 그리고 필요에 따라 성능개선에 필요한 혼화재료를 적정한 비율로 섞어서 만든 혼합물로, 모든 토목 공사의 감초라 불린다.

## 어원
‘콘크리트’는 ‘다지다’ 혹은 ‘누르다’는 뜻의 (라틴어: concretus 콘크레투스[*])에서 유래되었는데, 완전수동분사인 ‘concrescere’의 ‘con-’은 ‘같이’, ‘crescere’는 ‘되게하다’는 뜻이다. 여러 가지 재료가 복합적으로 작용해서 만들어지는 것이라는 것을 미루어 짐작 가능하다.

## 정의
콘크리트라고 부르는 것은 보통 시멘트 콘크리트로, 시멘트와 시멘트 풀(영어: paste 페이스트[*])에 모래와 자갈 등의 골재를 결합해서 만든 돌 모양의 덩어리를 말한다. 이 명칭은 1900년 경부터 사용된 것으로 추정된다. 일반적으로 콘크리트 체적의 약 70%는 골재이고, 나머지 30%가 시멘트 페이스트이다. 시멘트 페이스트는 골재사이의 공극을 채우는 역할을 하며, 굳지 않은 콘크리트에서는 콘크리트가 유동성을 갖게 하고 굳은 콘크리트에서는 골재와 결합하여 강도를 발휘한다.
모래와 자갈을 점토로 결합하여 쓰기도 하고, 천연 시멘트와 천연 아스팔트를 결합해서 쓰기도 했다. 포틀랜드 시멘트(영어: portland cement)가 발명된 후 콘크리트는 건설재료로 확고하게 자리매김했다. 콘크리트는 무기질(시멘트류, 석회, 석고 등) 또는 유기질(아스팔트, 레진, 플라스틱 등)의 결합재인 풀에 골재를 결합해서 성형하는 혼합물 및 경화체이다. 그래서 넓은 의미에서의 콘크리트는 아스팔트 콘크리트, 레진 콘크리트, 폴리머함침 콘크리트 등을 포함한다.

## 특징
콘크리트는 굳지 않은 상태에서는 작업에 적합한 워커빌리티를 가져야 하고, 굳은 상태에서는 설계시 의도한 강도, 내구성, 수밀성 및 강재 보호성능을 가지고 있으며 균질의 상태여야 한다. 이와 같은 사항을 만족시키기 위해서는 재료, 배합방법을 적절히 선정해야 하고, 혼합, 운반, 타설, 다짐, 양생 등의 시공과정 전반에 걸쳐 철저한 관리가 필요하다.
콘크리트는 방사선을 통과시키지 않고 막는 특징을 지니고 있기 때문에 원자력발전소에서 원자로를 만들거나 원자력 관련 사고가 발생되었을 때 투하하여 방사능 유출을 막는 용도로도 사용된다.
장점
- 압축강도가 크고 내구성이 우수하다.
- 거푸집을 이용하여 임의의 형상 제작이 가능하다.
- 시공이 비교적 단순하고 유지보수가 용이하다.

단점
- 인장강도가 작다.
- 콘크리트 경화 시까지 양생관리가 필요하다
- 수축에 의한 균열이 발생할 수 있다. 경화한 시멘트 풀은 주위가 습윤할 때 수분을 흡수하여 팽창했다가 주위가 건조할 때 수분을 방출하여 수축을 일으킨다. 이를 건조수축이라 한다.[4]
- 숙련도 및 관리에 따라 품질에 차이가 발생한다.

## 경화된 콘크리트의 성질

### 탄성계수
콘크리트의 탄성계수를 계산하는 방법은 경우에 따라 여러 가지가 있다. 초기 접선 탄성계수 Eci는 탄젠트 계수라고도 하며 콘크리트의 응력-변형도 곡선에서 원점을 지나는 접선을 그려서 탄성계수를 구하는 방법이다. 초기 접선 탄성계수는 크리프 변형률 계산에 사용된다.
{\displaystyle E_{ci}=10000{\sqrt[{3}]{f_{cu}}}}
구조기준 3.4.3에 의해 정의되는 콘크리트 할선 탄성계수 Ec는 콘크리트 단위체적 질량 mc의 값에 따라 계산식이 다르다. mc= 1450 - 2500kg/m3인 경우에는 다음 식으로 탄성계수가 정의된다.
{\displaystyle E_{c}=0.077m_{c}^{1.5}{\sqrt[{3}]{f_{cu}}}}
보통 중량 콘크리트를 사용하는 경우는 mc = 2300kg/m3이며 이때는 다음 식을 쓴다.
{\displaystyle E_{c}=8500{\sqrt[{3}]{f_{cu}}}(MPa)}
위 두 식에서, {\displaystyle f_{cu}=f_{ck}+\Delta f}로 정의하며, Δf는 {\displaystyle f_{ck}\leq 40MPa}이면 {\displaystyle \Delta f=4MPa}, {\displaystyle f_{ck}\geq 60MPa}이면 {\displaystyle \Delta f=6MPa}로 정한다. fck가 40-60MPa 사이라면 직선 보간하여 Δf를 구하게 된다. fck는 콘크리트의 설계기준 압축강도이다.

### 파괴계수
콘크리트에 당기는 힘인 인장력을 주었을 때 균열이 발생하는 때의 응력을 파괴계수 fr이라고 한다.
{\displaystyle f_{r}=0.63\lambda {\sqrt {f_{ck}}}}
- λ : 경량콘크리트 계수
- fck : 콘크리트의 설계기준 압축강도

경량콘크리트 계수 λ는 콘크리트 공시체의 쪼갬 시험을 통해 구한다. λ는 1보다 클 수 없다.
{\displaystyle \lambda ={\frac {f_{sp}}{0.56{\sqrt {f_{ck}}}}}\leq 1.0}
- fsp : 콘크리트의 쪼갬 인장강도(할렬 인장강도)

만약 시험을 통해 쪼갬 인장강도 fsp를 구하지 않는 경우 다음의 값을 경량콘크리트계수 λ로 쓸 수 있다.
- 보통 중량 콘크리트인 경우 1.0
- 모래 경량콘크리트인 경우 0.85
- 전경량 콘크리트인 경우 0.75

파괴계수 fr을 계산해보면, 콘크리트는 압축력보다 인장력에 취약하다는 것을 알 수 있다. 예를 들어 설계기준 압축강도 {\displaystyle f_{ck}=28MPa}인 어떤 보통중량 콘크리트가 있다고 하자. 쪼갬 시험을 생략한다고 할 때 경량콘크리트 계수 λ = 1이다. 따라서 파괴계수 fr은
{\displaystyle f_{r}=0.63{\sqrt {28}}MPa=3.33MPa}

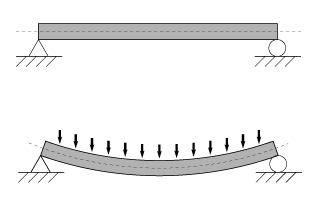
휘어지는 보에서 점선 기준 윗부분은 압축되고, 아랫부분은 늘어난다.(인장) 아랫 부분에 휨에 저항하는 철근이 들어간다.(주철근) 그밖에도 다른 목적의 여러 형태의 철근이 들어가지만 휨에 대해서는 그렇다.

이것은 설계기준 압축강도의 12%에 불과한 값이다. 콘크리트는 이처럼 인장력에 취약하기 때문에 휨을 받는 보(보가 휘어지면 일반적으로 보의 윗부분은 압축되고, 아랫부분은 인장된다) 등을 설계할 때 인장력을 받는 부위에 철근을 배근한다.

## 굳지 않은 콘크리트의 성질

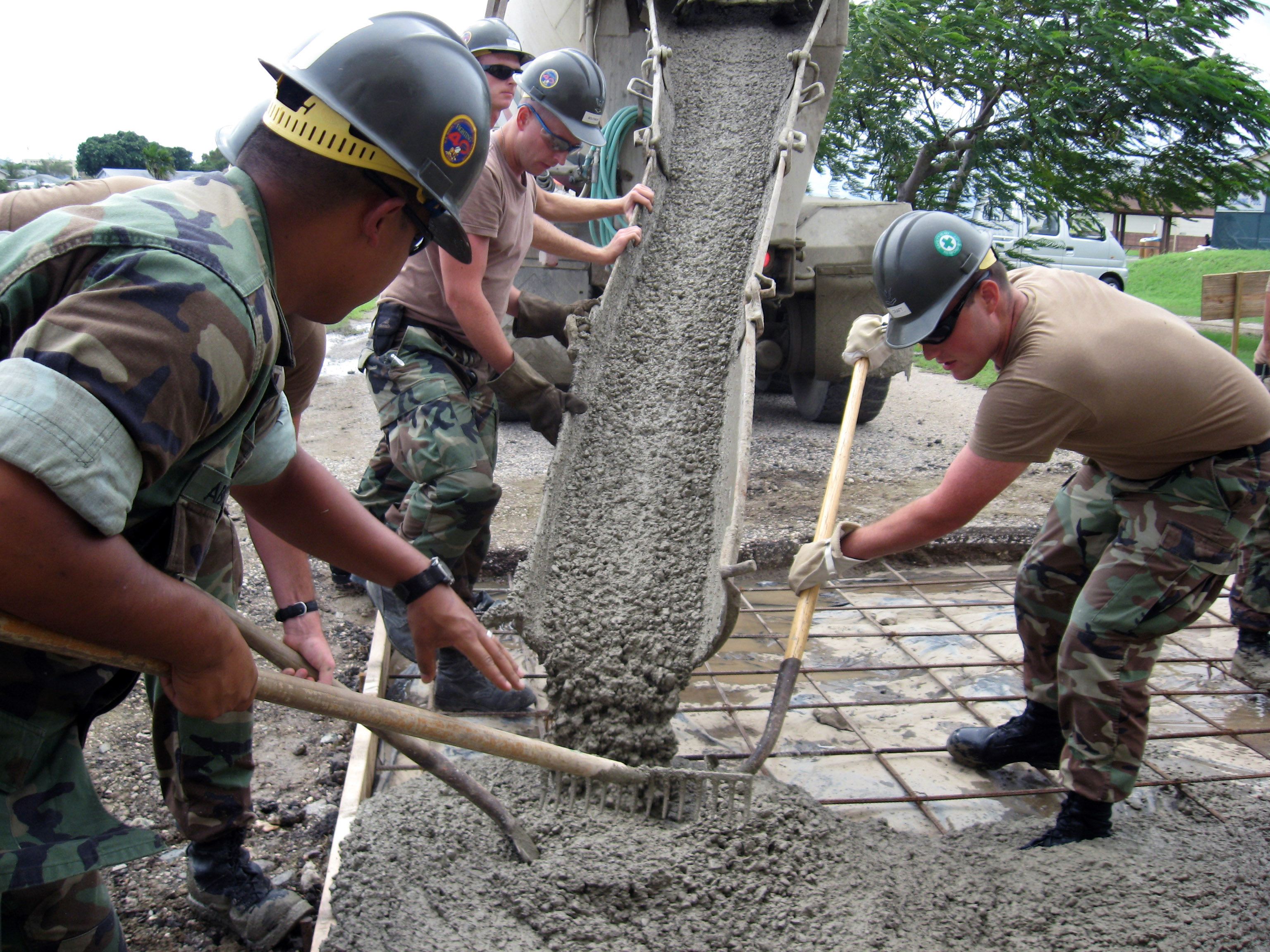
철근 사이사이로 굳지 않은 콘크리트를 넣는데, 워커빌리티가 좋지 않다면 작업이 힘들고 콘크리트 사이사이에 공극이 발생하여 불량의 원인이 된다

- 반죽질기(consistency) : 굳지 않은 콘크리트가 물의 양에 의해 되거나 질퍽한 정도로 유동성을 가리킨다.
- 워커빌리티(workability) : 반죽질기(consistency)에 따른 작업의 난이도와 재료의 분리에 대한 안정성 및 콘크리트의 인장력과 관계있다.[출처 필요] 워커빌리티 증대를 위해서 다음을 고려할 수 있다.
  - AE제 사용
  - 감수제 사용
  - 단위수량 크게
- 성형성(plasticity) : 거푸집 등의 성형틀에 용이하게 다져 넣거나 재료의 분리에대한 안정성등 콘크리트의 압축 및 인장강도와 관련있는 성질
- 피니셔빌리티(또는 마감성,finishability) : 잔골재, 굵은 골재, 반죽질기와 성형성에 따른 표면의 마감처리 성능

## 콘크리트의 구성 재료결합재
- 배합수
- 결합재
- 골재
- 성능개선재

## 콘크리트 제작

### 콘크리트의 배합
- 작업에 적합한 콘크리트의 성질 및 이러한 콘크리트의 배합설계시 의도한 강도 및 내구성을 갖는 콘크리트를 만들기 위하여 각 재료의 비율 또는 사용량을 고려하여 콘크리트를 배합한다. 배합은 시방배합과 현장배합으로 구분할 수 있다.

- 일반적으로 콘크리트의 시방배합은 아래의 순서로 정한다.

1. 시멘트의 비중, 골재의 비중, 입도, 흡수량, 단위 용적중량, 마모율 등 사용재료의 품질을 시험한다.
2. 굵은 골재 최대치수와 굳지 않은 콘크리트의 슬럼프 및 공기량을 결정한다.
3. 구조물의 종류 및 용도를 고려하여 물-시멘트비를 결정한다.
4. 단위수량이나 단위시멘트량 및 혼화재량을 결정한다.
5. 잔골재율은 콘크리트의 워커빌러티를 얻는 범위에서 최소가 되도록 한다.
6. 잔골재량 및 굵은 골재량을 결정한다.[3]

### 다지기

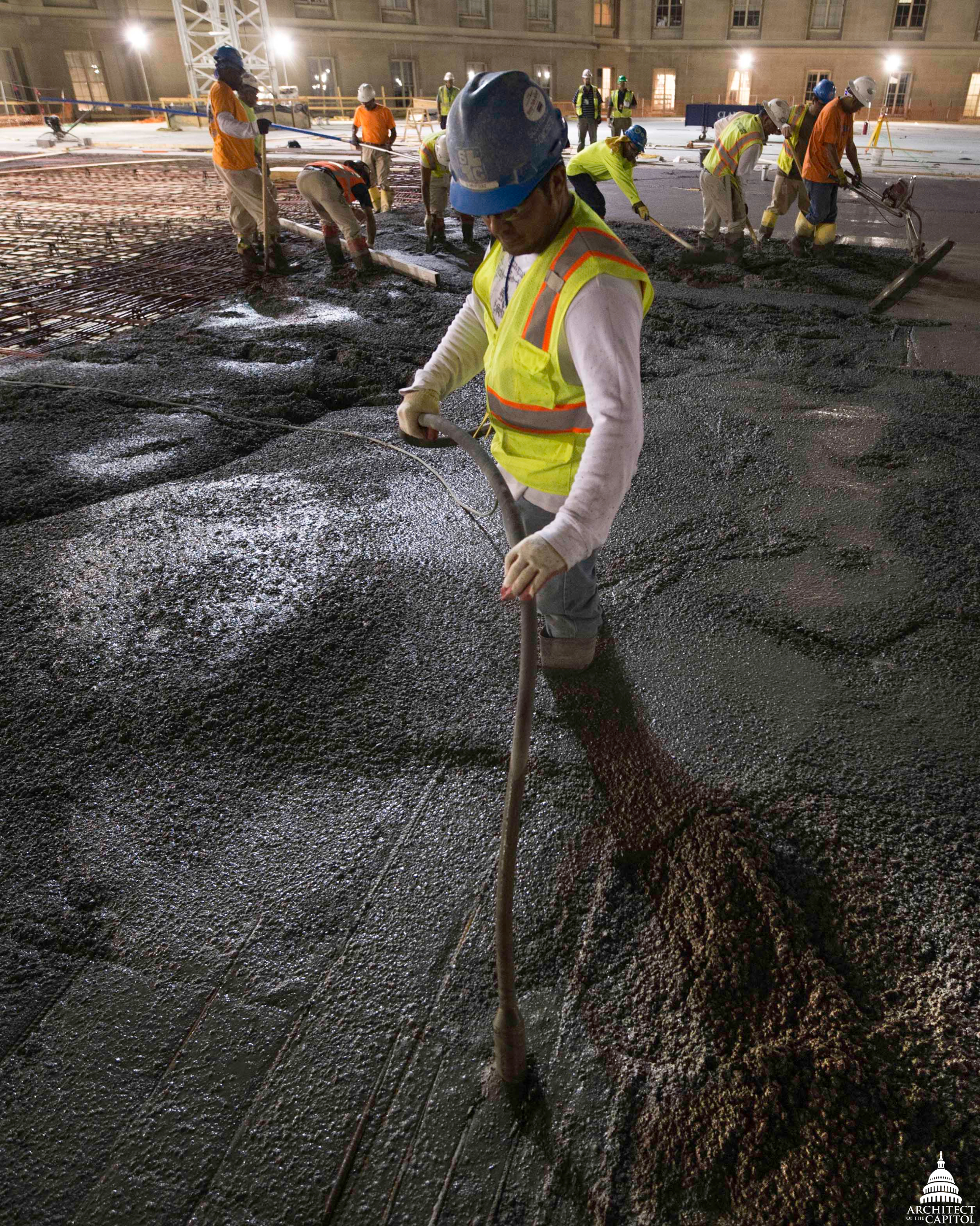
진동 다짐

KCS 14 20 10 :2018 일반콘크리트 3.3.3 다지기에 따르면 내부진동기 사용을 원칙으로 하고 있고, 얇은 벽과 같이 내부진동기 사용이 곤란한 장소에는 거푸집 진동기를 사용해도 된다. 진동기 형식, 크기, 대수는 1회 다짐하는 콘크리트 전 용적을 충분히 다지는 데 적합하도록 부재 단면 두께, 면적, 1시간 당 최대 타설량, 굵은골재 최대치수, 배합, 잔골재율, 슬럼프를 고려해 선정한다.

#### 진동 다지기
콘크리트를 거푸집에 투입한 후 진동대, 거푸집 진동기, 삽입식 봉상 진동기 등에 의해 다지는 것을 '진동다지기'라고 한다.

#### 원심력 다지기
원심력을 이용하여 다지는 것을 '원심력 다지기'라고 한다. 말뚝, 폴(pole), 관 등의 중공 원통형제품의 성형에 원심력 다지기가 사용된다. 원심력은 회전속도의 제곱에 비례하므로, 속도를 높이면 다지기의 효과는 증가한다.

#### 가압 다지기
거푸집에 진동으로 다져 넣은 콘크리트에 기계적인 압력을 가하여 물을 짜내 치밀한 콘크리트로 만드는 것을 '가압 다지기'라고 한다. 가압한 그대로 고온 양생하는 압력 양생을 실시하면 재령 7일에 60-65MPa의 고강도를 얻을 수 있다. 주로 슬래브, 세그멘트(segment), 널말뚝 같은 판 모양 제품에 사용되는 공법이다.

#### 기타 다짐
진공처리로 다질 수도 있다. 위 방법들과 더불어 단순히 찔러서 다지거나, 거푸집을 두드려서 다질 수도 있다.

### 양생
콘크리트는 성형 후에 저온, 건조, 급격한 온도변화, 하중, 충격 등에 영향을 받지 않도록 충분히 양생해야 한다. 탈형 이후에도 일정 기간 적절한 양생이 필요하다. 양생은 콘크리트 제품의 종류, 제조법, 취급 방법 등을 고려해서 요구하는 품질을 얻을 수 있도록 적절한 양생을 실시해야 한다.
자주 쓰이는 방법은 습윤, 전기, 증기, 막 양생이다.

#### 촉진 양생
콘크리트의 성형 후 조기에 소요의 강도를 얻어 빨리 탈형하여 거푸집의 회전율을 높이고, 제품을 빨리 출하하여 사용할 수 있도록 실시하는 것이 촉진 양생이다. 증기 양생과 오토클레이브 양생, 전기 양생이 있다.

##### 증기 양생
대기압 하에 고온의 증기로 양생하는 것을 증기 양생이라고 한다. 서서히 온도를 올려 최고 온도를 일정 시간동안 유지한 다음, 천천히 온도를 내려서 외기의 온도와 큰 차이가 없어졌을 때 제품을 꺼낸다.

##### 오토클레이브 양생

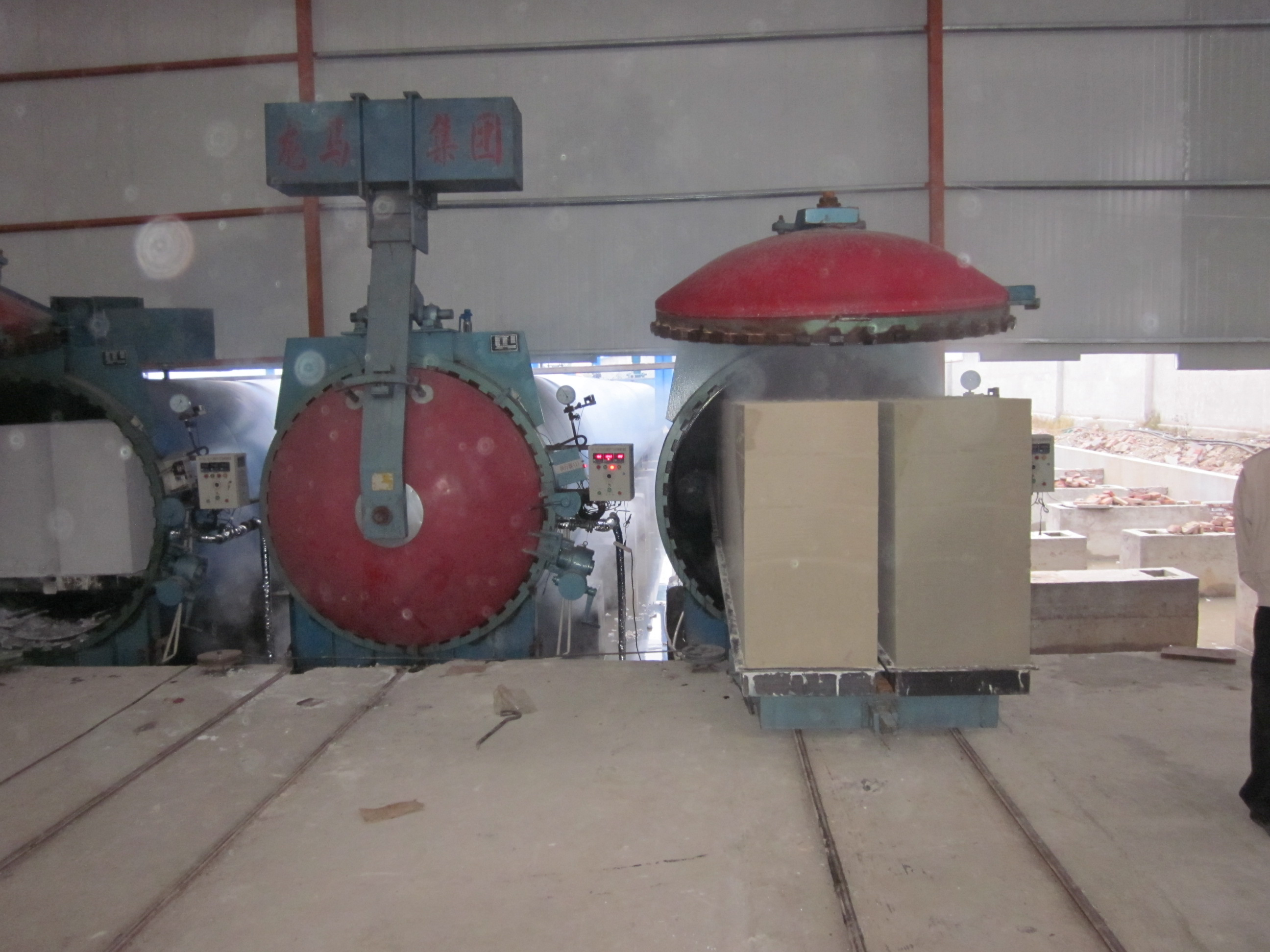
오토클레이브 양생

고온 고압양생이라고도 부른다. 지름 2.5-4.0m, 길이 40-60m 정도의 기밀의 고온 고압 용기에 제품을 넣고 섭씨 온도 180도 전후, 증기압 7-15기압의 고온 고압처리하는 방법이다. 오토클레이브 양생으로 표준 양생 28일 강도를 양생 직후에 얻을 수 있다. 석면 시멘트 관, 말뚝, 기포 콘크리트 제품 등의 양생에 이용된다.

##### 전기 양생
한중 콘크리트 공사 시 전기적 가열 방법을 사용한다. 거푸집에 전극판을 붙여 콘크리트 속에 교류 전류를 통하게 한다. 증기 양생이나 고온 고압 양생에 비해 열 손실이 적고 경제적이다.

#### 습윤 양생
탈형이 급하지 않은 제품, 소형 제품, 여름철에 제조하는 제품에서는 촉진 양생이 아닌 습윤 양생을 실시한다. 습윤 양생은 살수, 습포, 수중 양생하는 방법이 있다. 기온이 낮은 경우는 동해를 방지하기 위해 보온이 필요하다. 내구성, 수밀성, 내충격성이 필요한 제품에는 증기양생을 실시하더라도 습윤 양생을 하도록 규정하고 있다.
|             | 양생기간(일)  | 양생기간(일)                      | 양생기간(일)  |
| 일 평균기온 | 보통 포틀랜드 | 고로슬래그, 플라이애시 시멘트 B종 | 조강 포틀랜드 |
| ----------- | ------------- | --------------------------------- | ------------- |
| 15도 이상   | 5             | 7                                 | 3             |
| 10-15도     | 7             | 9                                 | 4             |
| 5-10도      | 9             | 12                                | 5             |

## 분류

### 경량 콘크리트
구조물의 자중을 줄일 목적으로 만드는 콘크리트로 주로 단열, 방음재 등으로 쓰인다.

#### 경량골재 콘크리트
경량콘크리트, 경량골재 콘크리트는 일반 골재 대신 팽창 고로 슬래그, 퍼라이트, 팽창질석, 플라이애쉬, 석탄회, 팽창혈암, 팽창점토, 발포 폴리스틸렌 골재 등의 경량 골재를 써서 콘크리트를 경량화한 것으로 흡수율이 높고, 강도가 다소 떨어지는 특성을 보인다.

#### 경량기포 콘크리트
경량기포 콘크리트는 발포제에 의해 콘크리트 속에 무수한 기포를 골고루 독립적으로 분산시켜 중량을 가볍게 한 콘크리트이다. 대한민국에서는 KS F 2701에 ALC 구성재료가 규정되어 있다. 알루미늄 분말 등 자체적으로 발수성이 강한 기포제를 혼입해서 만든다. 경량, 단열성, 가공성, 내화성 등의 장점이 있는 반면, 강도가 약하고, 흡수성이 높은 단점이 있다.

#### 무세골재 콘크리트
무세골재 콘크리트는 배합에서 잔골재를 넣지 않고 10 ~ 20 mm의 굵은 골재와 시멘트, 물만으로 만들어진 콘크리트이다. 내부에 다량의 큰 공극이 형성되어 압축강도는 떨어지나 단위 시멘트량이 절약되고 열적성질, 수축률, 시공성 등이 우수하다.

### 섬유보강 콘크리트
보통 콘크리트의 인장 휨강도 및 충격강도가 낮고 에너지 흡수능력이 적은 결함을 개선할 목적으로 섬유를 혼입한 콘크리트이다.

#### 강섬유보강 콘크리트
강섬유보강 콘크리트(SFRC)는 콘크리트에 길이 20 ~ 40 mm, 단면적 0.06 ~ 0.3 mm2 정도 크기의 탄소강, 스테인리스강으로 만든 강섬유를 혼합하여 균열발생을 억제하거나 분산시키는 콘크리트이다.

#### 유리섬유보강 콘크리트
유리섬유보강 콘크리트(GRC, GFRC)는 시멘트 매트릭스에 GF 단섬유를 혼입하여 인장, 충격강도를 증대시킨 콘크리트이다.
고강도이기 때문에 경량화가 가능하다.
시멘트모르타르 또는 시멘트페이스트에 보강재로 내알카리성 유리섬유를 넣어 만든다.
패널은 마감을 겸한 반영구적 거푸집으로도 사용될 수 있다.

#### 탄소섬유보강 콘크리트
탄소섬유보강 콘크리트(CFRC)는 석유화학제품인 아크리로니트릴에서 얻어지는 탄소섬유를 혼입하여 다른 혼입재료에 비해 화학적으로 안전하고, 고강성을 가지는 콘크리트이다. 단가가 비싼편이다.

#### 아라미드 섬유보강 콘크리트
아라미드 섬유보강 콘크리트(AFRC)는 나일론과 같은 아라미드 결합을 갖는 합성섬유를 보강하여 시멘트의 약 1000배 정도의 인장강도를 가지는 아라미드의 기계적 특성을 이용하여 만든 고강도, 내열성, 내화학성 등의 특성을 가지는 콘크리트이다.

#### 비닐론 섬유보강 시멘트 복합체
비닐론 섬유보강 시멘트 복합체(VFRC)는 원료수지인 비닐론으로 보강한 콘크리트로 휨강도, 경량모르타르 보강 등의 특성으로 오랜 역사를 가진 콘크리트이다.

#### 폴리플로필렌 섬유보강 콘크리트
폴리플로필렌 섬유보강 콘크리트(PFRC)는 폴리플로필렌 섬유로 보강한 콘크리트로 인장강도가 크고 고융점, 화학적 저항성이 크다.

#### 천연섬유보강 콘크리트
천연섬유보강 콘크리트(NFRC)는 석면을 제외한 식물섬유를 사용하여 낮은 가격으로 전통적으로 이용하고 있는 보강 콘크리트이다. 야자, 사탕수수, 대나무, 종려나무 및 황마, 사이잘마 등의 섬유가 많이 쓰인다.

### 시공에 따른 분류

#### 매스 콘크리트
매스 콘크리트(mass concrete)는 부재 혹은 구조물의 치수가 커서 시멘트 수화열에 의한 온도상승과 그에 따른 균열을 고려하여 설계·시공해야 하는 콘크리트다. 시공 시 수화열이 많이 발생하므로 콘크리트 내에 냉각수를 흘려보내는 관로를 만들어 온도를 낮추는 관로식 냉각(Pipe Cooling), 시공 전에 재료를 미리 냉각시켜두는 선행냉각(pre cooling)이 있다.

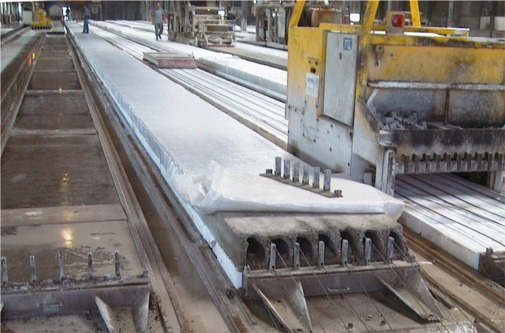
프리캐스트 콘크리트 타설현장

#### 프리스트레스트 콘크리트
프리스트레스트 콘크리트(prestressed concrete)는 외력에 의하여 일어나는 응력을 소정의 한도까지 상쇄할 수 있도록 인위적으로 그 응력의 분포와 크기를 정하여 콘크리트 타설 전 강선을 사용하여 미리 내력을 준 콘크리트를 말하며, PS 콘크리트 또는 PSC라고 약칭하기도 한다.

#### 포스트텐셔닝
포스트텐셔닝(post tensioning)은 콘크리트 경화 후 사전에 매설한 쉬스관을 통하여 PS 강재(강선)에 인장력을 주는 것이다.

#### 프리캐스트 콘크리트
프리캐스트 콘크리트(precast concrete)는 현장타설 콘크리트에 대립하는 것으로, 제작공장 또는 제작장에서 생산된 일정한 형태의 콘크리트 부재를 말하며 PC 콘크리트라고 약칭하기도 한다.

#### 프리팩트 콘크리트
프리팩트 콘크리트(prepacked concrete)는 미리 거푸집 속에 특정한 입도를 가지는 굵은 골재를 채워 넣고 그 간극에 모르타르를 주입하여 만든 콘크리트이다. 감수제, 플라이애쉬 등의 혼화재료가 들어간다.

## 콘크리트 테스트
- 슬럼프 테스트[10]
- 비비 시험(Veebee test)[11][12]
- 블리딩 시험[13]
- 슬럼프 플로우 테스트(또는 흐름 시험 , flow test)[14]
- 구(ball) 관입 시험[15]

굳지 않은 콘크리트의 워커빌리티를 알기 위한 시험방법으로는 슬럼프 시험, 구 관입 시험, 리몰딩 시험, 비비 시험, 흐름 시험이 있다.
그 외에도 여러 가지 시험이 있으나, 콘크리트 공사에서 중요한 시험엔 압축강도 시험, 슬럼프 시험 등이 있다. 현장 관리 시험 중 압축강도 시험, 슬럼프 시험은 반드시 시행해야 한다.
공사 개시 전, 중, 후에 실시하는 시험에는 다음의 것들이 있다.
- 전 : 슬럼프시험, 압축강도 시험, 체분석 시험
- 중 : 슬럼프시험, 압축강도 시험, 공기량 시험
- 후 : 비파괴시험, 압축강도 시험, 구조물 재하 시험

비파괴 시험에는 슈미트 해머법, 방사선 검사, 초음파 검사 등이 있다.
레미콘을 사용하는 경우 레미콘 인수자가 해야하는 시험도 있다. 슬럼프, 압축강도, 공기량, 염화물 함유량 시험 등을 시행한다. 염화물 함유량 시험에는 소염은 적정법, 흡광광도법, 전위차 적정법이 있다.

## 굳지 않은 콘크리트의 결함
대표적으로 블리딩이 있다. 블리딩 발생 시 콘크리트 강도, 수밀성, 내구성이 떨어진다.
블리딩 방지를 위해서는 아래를 적용한다.
- 분말도 큰 시멘트 사용
- 잔골재율 크게 하기
- AE제 사용
- 단위수량 감소

## 콘크리트의 보수

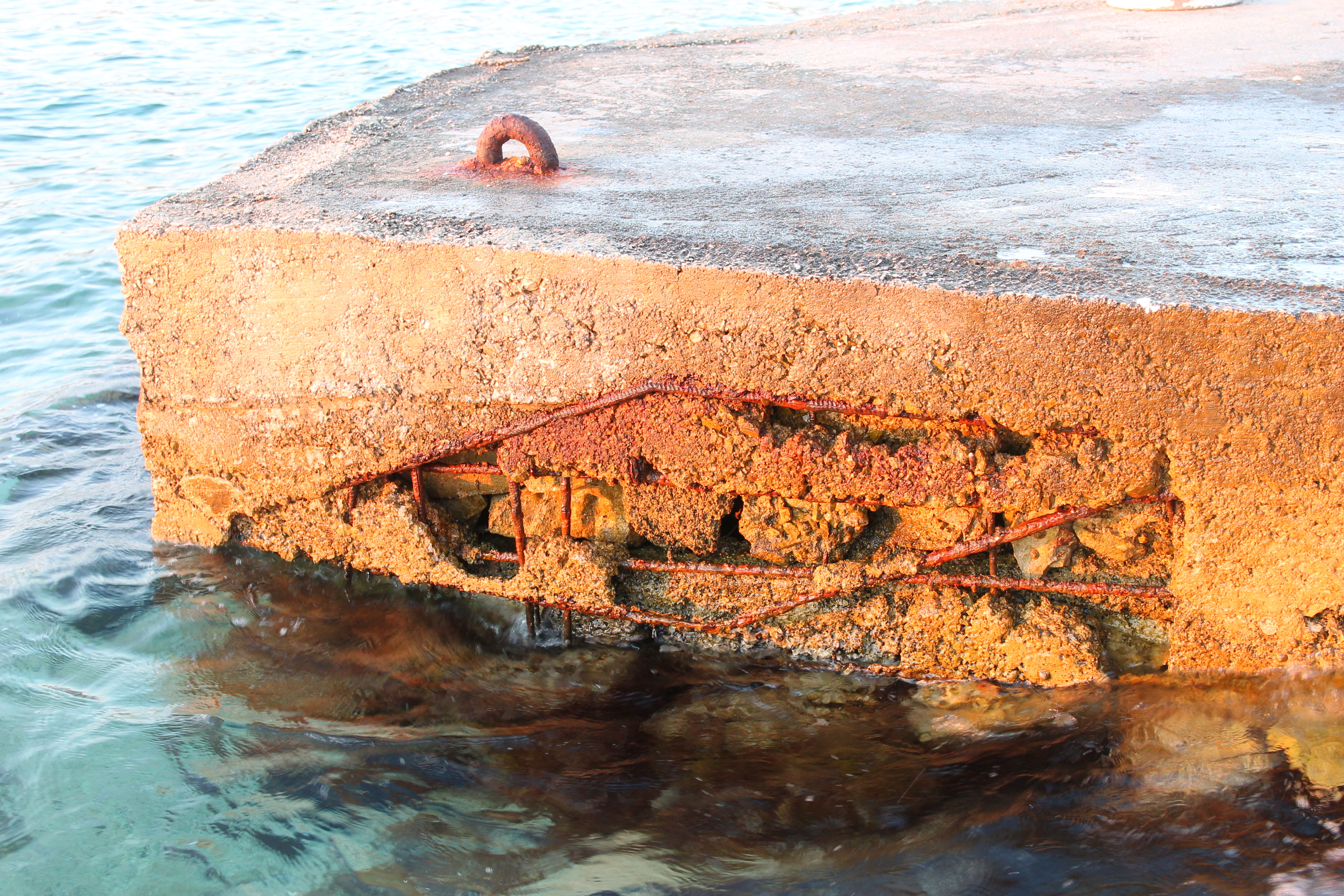
콘크리트가 떨어져 나가면서 안에 있던 철근이 물과 접촉하여 녹이 슨 모습.

콘크리트에 균열이 심해지면 빗물이 구조물 안의 철근과 만나면서 철근의 부식을 일으키기 때문에 이를 방지하기 위해 보수해야 한다. 보수 공법에는 다음의 것들이 있다.
- 충진 공법
- 주입 공법
- 강재 앵커 공법
- 강판 부착 공법
- 프리스트레스 공법
- 표면 처리 공법

## 기타
콘크리트에 굵은 골재를 사용하지 않는 것을 모르타르(mortar), 골재를 사용하지 않는 것을 시멘트 페이스트(cement paste)라 한다.
한일시멘트는 드라이 몰탈(Dry Mortar)을 개발하여 1991년  국내에서 최초로 드라이몰탈 시장을 레미탈이라는 상품으로 개척하였다.
드라이 몰탈은 공사 현장에서 물을 사용하여 간편하게 여건에 맞는 콘크리트를 만들 수 있도록 시멘트와 잔골재(모래)와 혼화재를 미리 배합한 제품이다.

## 같이 보기
- 철근
- 동바리
- 비계
- 펌프카
- 레미콘

## 참고
- (한국시멘트협회)http://www.cement.or.kr/about/cont1.asp#1 (콘크리트의 이해-콘크리트의 양생)
- (철근콘크리트공사업협의회)http://www.chulcon.or.kr/menu07/m07_injung_guide_silki.asp
- (동양시멘트)http://www.tongyangcement.co.kr/kor/develop/data/concrete_15.pdf 보관됨 2017-12-31 - 웨이백 머신
- (굳지 않은 콘크리트의 컨시스턴시 측정 장치 및 이를 이용한 굳지 않은 콘크리트의 컨시스턴시 측정 방법)https://patents.google.com/patent/KR101691896B1/ko  (Other languages English Inventor 박광서윤명중이민조주영길최영국조성현신승봉박광영차철용 Original Assignee 주식회사 실크로드시앤티 Priority date 2014-10-17)
- (한일시멘트-레미콘상식)https://web.archive.org/web/20180107175006/http://www.hanilcement.co.kr/html/business/bk_03.html
- 윤영수. 《철근콘크리트 역학 및 설계》 3판. 씨아이알.
- 박영태 (2019). 《토목기사 실기》. 세진사.